# 8. Jagd-Division
La 8. Jagd-Division (8e division de chasse aérienne) a été l'une des principales divisions de la Luftwaffe allemande durant la Seconde Guerre mondiale.

## Création et différentes dénominations
Cette division a été formée le 15 juin 1944 à Wien-Kobenzl à partir de la Jagdfliegerführer Ostmark. 

## Commandement

Drapeau du commandant d'une division aérienne

| Début             | Fin             | Grade           | Nom                  |
| ----------------- | --------------- | --------------- | -------------------- |
| 15 septembre 1943 | 4 novembre 1943 | Generalleutnant | Walter Schwabedissen |
| 15 juin 1944      | Mai 1945        | Oberst          | Gotthard Handrick    |

## Chef d'état-major
| Début | Fin | Grade | Nom |
| ----- | --- | ----- | --- |
| ?     | ?   | ?     | ?   |

## Flakeinsatzführer
| Début | Fin | Grade | Nom |
| ----- | --- | ----- | --- |
| ?     | ?   | ?     | ?   |

## Quartier général
Le quartier général se déplace suivant l'avancement du front.
| Début      | Fin        | Ville        |
| ---------- | ---------- | ------------ |
| Juin 1944  | Avril 1945 | Wien-Kobenzl |
| Avril 1945 | Mai 1945   | Wolfsleithen |

## Rattachement
| Juin 1944 - Janvier 1945  |  | I. Jagdkorps         |
| Janvier 1945 - Avril 1945 |  | IX. (J) Fliegerkorps |
| Avril 1945 - Mai 1945     |  | Luftwaffenkommando 4 |

## Unités subordonnées
- Luftnachrichten-Regiment 218
- Luftnachrichten-Regiment 228
- Luftnachrichten-Regiment 238
- Luftnachrichten-Regiment 248